# Tamamschjanella cruciata
Tamamschjanella cruciata är en växtart i släktet Tamamschjanella och familjen flockblommiga växter.
Arten är en perenn ört som förekommer i norra Turkiet, Kaukasus, norra Iran och östra Afghanistan. Den beskrevs först som Pimpinella cruciata av Joseph Friedrich Nicolaus Bornmüller & Hermann Wolff, och fick sitt nu gällande namn av Michail Pimenov & Jekaterina Zacharova 2012.

## Synonymer
Homotypiska synonymer
- Pimpinella anthriscoides var. cruciata (Bornm. & H.Wolff) V.A.Matthews
- Pimpinella cruciata Bornm. & H.Wolff
- Pseudopimpinella anthriscoides var. cruciata (Bornm. & H.Wolff) F.Ghahrem.

Heterotypiska synonymer
- Eleutherospermum rubellum E.A.Busch
- Ligusticum rubellum (E.A.Busch) Menitsky
- Pleurospermum rubellum (E.A.Busch) Flerow
- Tamamschjanella rubella (E.A.Busch) Pimenov & Kljuykov